# Raffaello Pignatari
Raffaello Pignatari (Potenza, 13 novembre 1880 – Potenza, 18 luglio 1920) è stato un giornalista e politico italiano.

## Biografia
Figlio di Pasquale, ingegnere del Genio Civile, ed Emilia Ciccotti, sorella dello storico Ettore Ciccotti, si diede all'attivismo politico e al giornalismo sin dalla giovane età. A 17 anni costituì un circolo socialista dedicato all'anarchico Romeo Frezzi e lavorò per i giornali potentini Idea, il cui primo numero uscì il 23 ottobre 1896 e che si ispirava alle idee di Giustino Fortunato, e l'Alba, di orientamento socialista e inaugurato nel gennaio 1898. Entrambe le testate furono soppresse con l'accusa di incitazione all'odio di classe durante i Moti di Milano del 1898.
Nonostante la chiusura dei giornali, Pignatari continuò la sua propaganda fra gli studenti e, conseguita la maturità classica nello stesso anno, si iscrisse alla facoltà di giurisprudenza presso l'università di Napoli, divenendo nel 1901 segretario dell'associazione universitaria socialista. La sua attività giornalistica contribuì a promuovere l'inchiesta Saredo contro la corruzione dell'amministrazione comunale partenopea. Lavorò, inoltre, come corrispondente de L'Avanti!, Gazzetta del Popolo e Propaganda. Nel gennaio del 1900 fondò il periodico socialista La Squilla Lucana, che condurrà fino alla sua morte.
Eletto al consiglio comunale, ricoprì la mansione di assessore alla Pubblica Amministrazione. Nel 1905 entrò nella direzione nazionale del Partito Socialista Italiano ma nel 1912 abbandonò per aderire al Partito Socialista Riformista Italiano. Fu a favore dell'intervento italiano durante la prima guerra mondiale e, nel 1919, fu eletto parlamentare nella lista di Francesco Saverio Nitti. Nello stesso anno, diresse il Consorzio Provinciale di Approvvigionamento Alimentare. Morì l'anno seguente nella natia Potenza.